# Гайдар Марія Єгорівна
Марія Єгорівна Гайдар (нар. 21 жовтня 1982, Москва, РРФСР) — українська державна діячка, політикиня російського походження. 
Радниця Президента України з 28 березня 2017 до 17 травня 2019 року. У 2015 — 2017 роках — депутатка Одеської облради, радниця голови Одеської обласної державної адміністрації з питань соціального захисту та охорони здоров'я (2015—2016), після цього — заступниця голови адміністрації Одеської області з соціальних питань (січень—травень 2016 року). 
Засновниця Фонду соціальної допомоги та підтримки населення «Соціальний запит» і керівниця цього фонду. Раніше — журналістка радіо «Ехо Москви», координаторка молодіжного руху «ТАК!». Одна з творців ініціативної групи «Я вільний!».

Кандидатка в депутати Державної думи Росії від Союзу правих сил (СПС) на виборах 2007 року, перший номер московського списку СПС. З 2006 року — член Федеральної політради СПС, з 2008 року аж до розпуску партії — член президії. Президент Фонду підтримки молодіжних програм.
Колишня голова проєктного офісу при Національній Раді реформ України, екс-кураторка президентської програми «Сільська медицина».

## Життєпис

### Ранні роки
Дочка Єгора Тимуровича Гайдара від першого шлюбу (мати — Ірина Смирнова), по батьківській лінії — правнучка письменників Аркадія Гайдара та Павла Бажова.
Народилася в 1982 році в Москві, через три роки батьки розлучилися, залишилася жити з матір'ю. Восени 1991 року, на самому початку навчання у 3 класі, Марія з мамою-лікаркою та вітчимом-художником поїхала жити до Болівії. 5 років прожила в її столиці — Ла-Пасі і в третьому за кількістю населення місті — Кочабамба.

### Освіта
Має три вищі освіти.
У 2014 році закінчила Московську державну юридичну академію за спеціальністю «Юриспруденція».
Восени 2011 року навчалася у Гарвардському інституті державного управління ім. Джона Ф. Кеннеді, де проходила курси Mid-Career Master in Public Administration (MC/MPA) (магістратура у сфері державного управління для спеціалістів, які знаходяться на півдорозі свого кар'єрного розвитку).
У 2005 році з відзнакою закінчила Академію народного господарства при Уряді Російської Федерації, куди після школи вступила на факультет економічних та соціальних наук.

### Робота

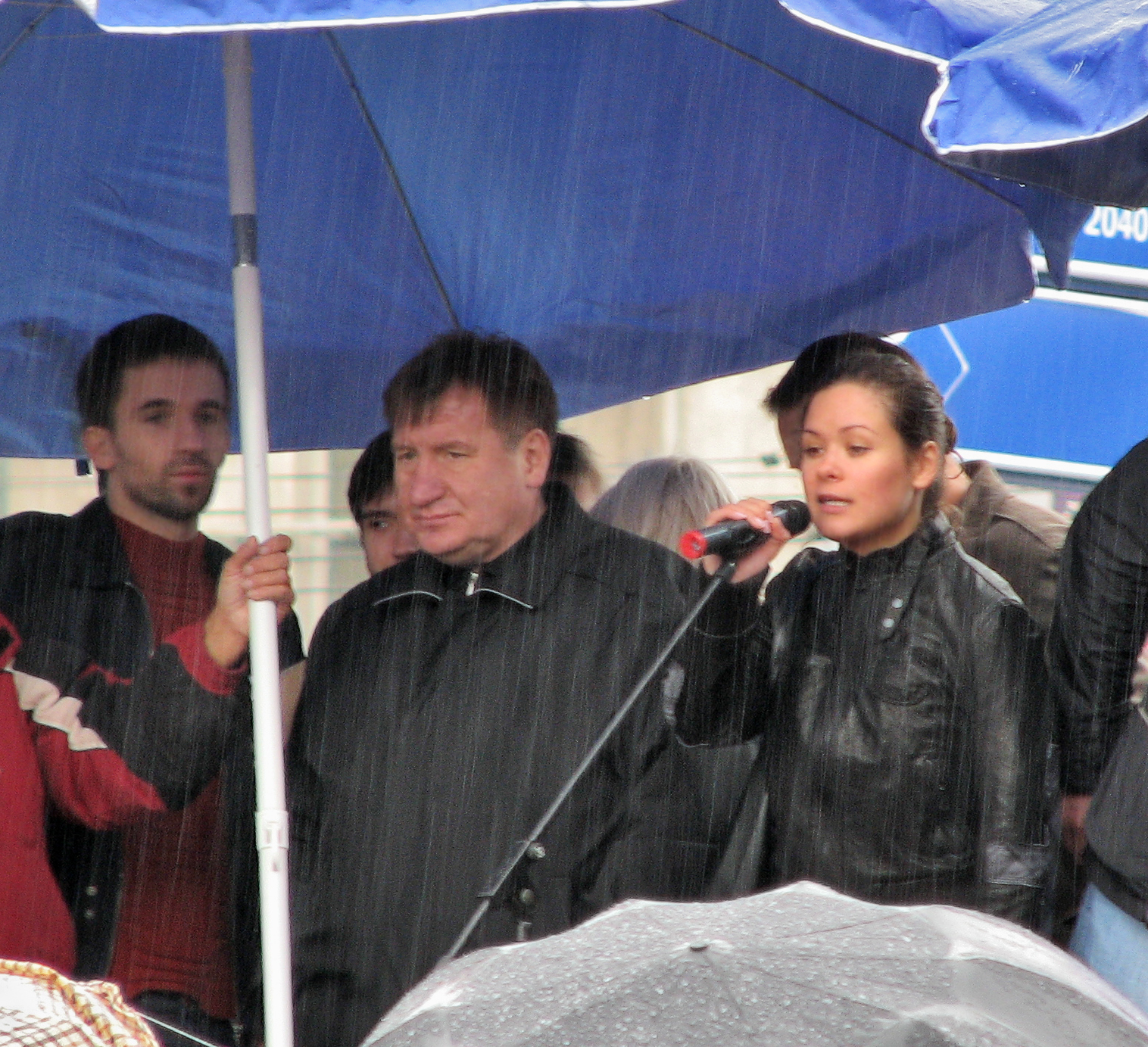
На трибуні мітингу пам'яті Анни Політковської, Москва, 7 жовтня 2007

Ще в студентські роки почала свою політичну діяльність, заснувавши протестний молодіжний рух «Так!». Активно брала участь і організовувала всі основні акції та мітинги, які проходили в цей період.
З 2002 року, будучи студенткою, почала працювати в компанії Відео Інтернешнл. Була експертом з медіа-планування для таких компаній як Ікея, Пепсі, Ріглі, Берсдорф.
У 2006—2007 роках працювала вчителькою, викладала економіку в середній школі.
У 2007 році була ведучою авторської громадсько-політичної програми «Чорне та біле» на телеканалі О2ТВ, вела її разом з журналістом Олегом Кашиним.
З 2008 року вела передачі та виступала у якості гості на радіостанції «Ехо Москви». Вела програми «Денний розворот», «Особлива думка», «Кредит довіри», «Кейс». Розвивала власні проекти в бізнесі.
До 2014 року Марія Гайдар була опозиційним політиком у Росії. З листопада 2013 року Гайдар зосередилася на роботі у створеному нею фонді «Соціальний запит», а з грудня 2012 року займалася реформою охорони здоров'я в столиці.
У 2014 році на запрошення Міхеїла Саакашвілі приїхала до України, отримала українське громадянство, працювала у якості його радниці. Займалася реформою медицини, соціальною сферою. Згодом стала його заступницею.
Восени 2015 року брала участь у виборах до Одеської обласної ради від партії БПП, була обрана 28 % голосів.
У березні 2017 року стала радницею Президента України Петра Олексійовича Порошенка.

У жовтні 2017 року очолила проєктний офіс при Національній раді реформ України, ставши куратором президентської програми розвитку сільської медицини.

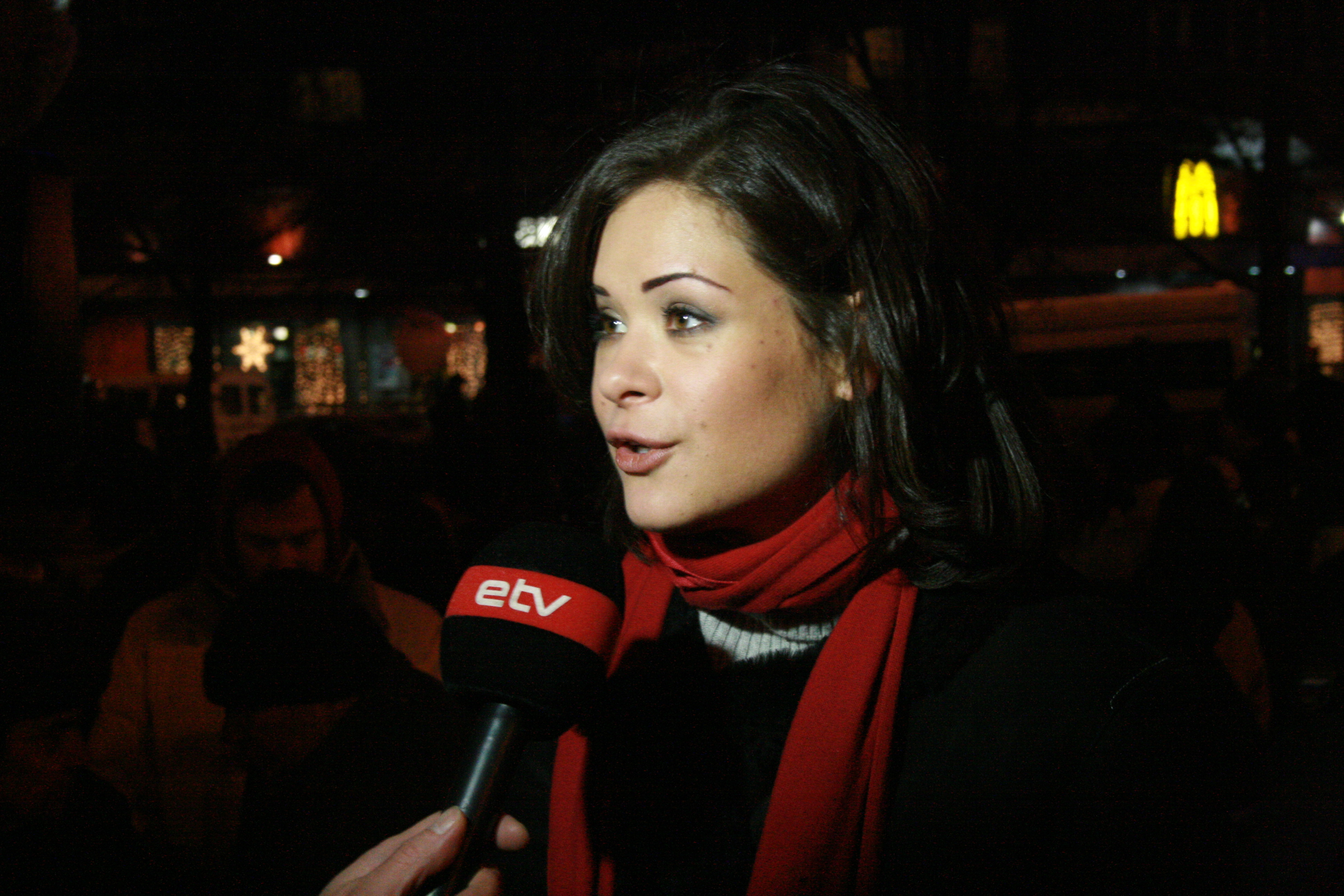
Після мітингу «Я вільний» у підтримку журналістки Наталі Морарь

### Суспільно-політична діяльність
Марія Гайдар — опозиційний політик в РФ, дочка реформатора Єгора Гайдара. Свою активну політичну діяльність почала в 2005 році з Іллею Яшиним та Олексієм Навальним. Була членом партії Бориса Нємцова.
Була призначена координатором молодіжного руху «ТАК!» (Демократична Альтернатива). Брала участь в організації проектів «За свободу ЗМІ» та на захист московських ПТУ, організовувала мітинги, правозахисні проекти, засновувала відділення в інших містах Росії.
Марія була одним з творців ініціативної групи «Я вільний!», організовувала серії демократичних мітингів, таких як: «Я вільний!», маршу «Москва без фашизму», «Поверніть народу вибори, гади!» і багатьох інших.
Гайдар також брала активну участь у волонтерській діяльності, наприклад, в травні 2008 року брала участь в акції «Зірки проти СНІДу».
Акція 23 листопада 2006 року «Поверніть народу вибори, гади!» стала дуже знаменитою. Наприкінці 2006 року Марія Гайдар разом з Іллею Яшиним виступали проти регресивних змін у виборчому законодавстві. Під час акції, використовуючи альпіністське спорядження, Гайдар разом з лідером молодіжного «Яблука» розгорнули над Москвою-рікою плакат «Поверніть народу вибори, гади!». Після акції Марія була затримана, відпущена через кілька годин. Фраза «протестне висіння» входить до словника 2006 року за версією журналу «Большой город».
Гайдар також була активною учасницею «Маршів незгодних». Так, 14 квітня 2007 року її було затримано під час спроби проведення «Маршу незгодних» у Москві. 24 листопада 2007 року разом з Борисом Нємцовим офіційно брала участь у «Марші незгодних» від Союзу правих сил, на якому виступила з промовою антипутінського характеру. Під час спроби пронести лист організаторів маршу в ЦВК, незважаючи на статус кандидата в депутати Держдуми РФ, була затримана.
З 2006 року — член Президії Союзу правих сил. На думських виборах 2007 року очолила московський список партії СПС. Є співавторкою передвиборної програми «Союзу правих сил». На виборах, за офіційними даними ЦВК, московський список отримує найвищий результат за СПС серед усіх інших виборчих округів і у відсотковому вираженні і в абсолютних цифрах.
У 2008 році стає членом Президії політради партії.
У квітні 2008 року разом з Олексієм Навальним виступила з ініціативою проведення праймеріз серед опозиційних сил.
У 2008 році Гайдар виступала проти ідеї розпуску СПС. На з'їзді партії голосувала проти розпуску. Після з'їзду подає позов, оскаржуючи легітимність з'їзду і його рішення. Подала до прокуратури лист з вимогою перевірити факти тиску офіційної влади на політичну партію «Союз правих сил» з метою її закриття.
Восени 2015 року брала участь у виборах до Одеської обласної ради від партії БПП, була обрана 28 % голосів.

## Політичні погляди
Заявляла, що «Крим був анексований Росією». Додала: «це було незаконно, аморально, і Крим повинен бути повернений до складу України».

Про російсько-українську війну на Донбасі Гайдар сказала: 
«Росія воює з Україною, і це факт. Там є військові, російські військові, і вони там гинуть. Там є військова техніка. Є мирні переговори про відвід озброєнь. Може, для тих людей, які дивляться виключно російське телебачення, цієї війни немає, але для мене ця війна існує, — це абсолютний факт».

## Рейтинги
За даними Левада-центру рух «ТАК!» у 2006 році став одним з найвідоміших непартійних молодіжних рухів у Росії. У 2008 році рух став десятим за впізнаваністю (4 % — при статистичній похибці 3 %).
Гайдар два роки поспіль (у 2006 і 2007 рр.) була лідером рейтингу молодих політиків за версією молодіжного видання «RE: Акція» у народному голосуванні, також займала перші місця в експертному рейтингу.
У 2007 році отримала приз глядацького голосування «Кращі політики Росії» в номінації «Найчесніший політик», яке було проведено суспільно-політичною програмою «Народ хоче знати» (ТВЦ).
Двічі входила до рейтингу «Найперспективніші політики країни» Інституту соціально-економічних та політичних досліджень.

### Гайдар у Форбс
Марія Гайдар — другий за популярністю чиновник-блогер Росії за рейтингом російського Forbes у 2010-му році. Обійшов її лише Мєдвєдєв, який на той час виконував роль президента РФ.

## Реформи в Кіровській області
Серед реформ соціального сектора, проведених Гайдар в Кіровській області, найбільшу оцінку міжнародних організацій отримали результати в охороні здоров'я.
На думку ВООЗ, ключовим показником добробуту країни є рівень материнської смертності та смертності немовлят. Ці показники є високими в країнах з низьким рівнем доступності медичної допомоги в сільській місцевості. Гайдар зуміла компенсувати географічно-обумовлені проблеми з доступом до медичної допомоги за рахунок посилення первинної ланки охорони здоров'я.
До призначення Гайдар на пост віце-губернатора показник материнської смертності в області (75,5 на 100 000 живонароджених) відповідав рівню Колумбії (73 на 100 000) та Еквадору (72 на 100 000).

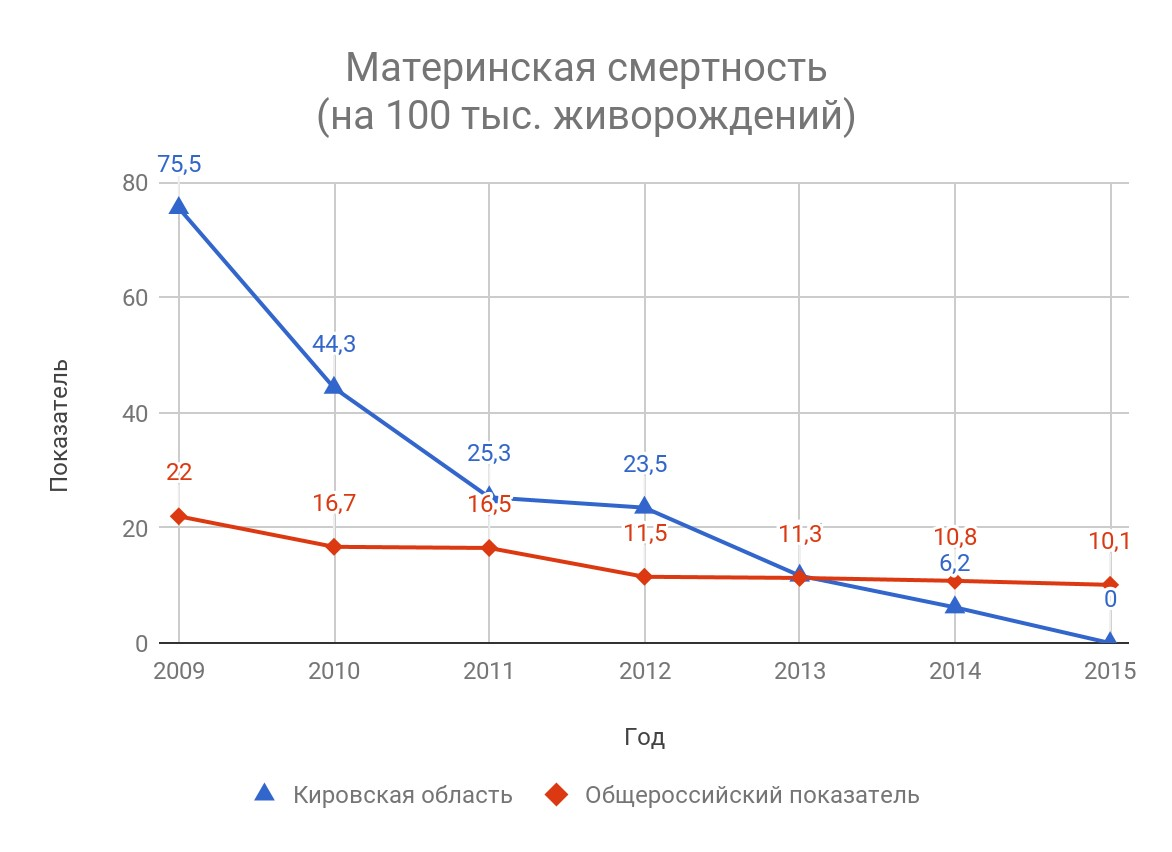
Материнська смертність (на 100 тис. живонароджених)

Гайдар впровадила практику безперервного поліпшення («continuous improvement») взаємодії соціальних служб та органів місцевої влади. Кожний летальний випадок розбирався і приводив до відпрацювання ефективності на всіх рівнях. За рахунок цього показник материнської смертності значно зменшився. За період з 2009 по 2014 рр. показник знизився в 12,17 разів. Таким чином, материнська смертність в області (2014 р. — 6,2 на 100 000) прийшла у відповідність з показниками в Німеччині та Японії (6 на 100 000).
Гайдар створила команду і систему, які підтримували принцип «continuous improvement» (безперервне поліпшення) на догоспітальному етапі ще багато років. Завдяки цьому до 2015 року в Кіровській області кількість випадків материнської смертності знизилася до нуля при загальноросійському показнику у 10,1 смертей на 100 000 живонароджених.

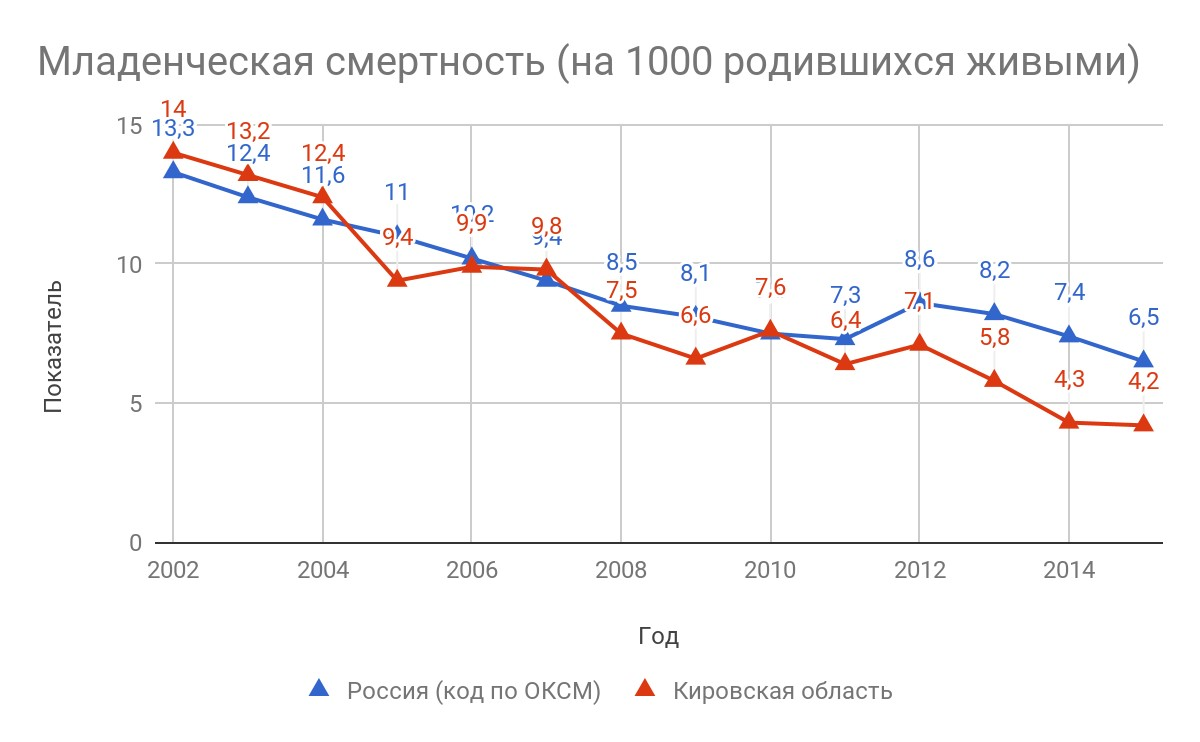
Смертність немовлят (на 1000, які народилися живими)

На госпітальному етапі у 2010 р. під кураторством М. Гайдар був відкритий Кіровський перинатальний центр. Створена 3-рівнева система акушерських стаціонарів і система маршрутизації пацієнтів дозволила максимально концентрувати вагітних, породіль та новонароджених високого і середнього ступеня перинатального ризику в перинатальному центрі.
Завдяки цьому за період 2008—2014 рр. рівень смертності немовлят знизився у 1,7 разів. У 2008 році було зареєстровано 7,5 випадків на 1000 живонароджених. У 2014 р. — 4,3 випадків на 1000. Відносно загальноросійського показника смертність немовлят у Кіровській області впала на 31 % (2008—2014 рр.).
Завдяки реформам, впровадженим Гайдар, Кіровська область до 2015 року увійшла в число 3-х кращих регіонів Росії за показниками смертності немовлят (4,2 за формулою Ратса).

## Критика

### Критика діяльності в Кіровській області
Діяльність Гайдар на посаді віце-губернатора, куратора сфери охорони здоров'я і соціального розвитку в Кіровській області супроводжувалася чорною піар-компанією, організованою опонентами.
20 січня 2011 року на перехресті вулиць Карла Маркса та Міліцейської у Кірові загинула 13-річна школярка Аліса Суворова, яка переходила дорогу на зелений сигнал світлофора.
27 липня 2011 року одне з російських ЗМІ опублікувало інформацію про те, що 20 січня 2011 року Гайдар, керуючи джипом-позашляховиком, нібито збила 13-річну семикласницю Алісу Суворову, а «Вятський спостерігач» стверджував з посиланням на неназваних «кіровчан на форумах», що ця подія стала причиною швидкого згортання діяльності Гайдар в Кіровській області. Губернатор Кіровської області М. Бєлих причетність Гайдар відкинув. Відносно Гайдар кримінальна справа не порушувалася. У лютому 2012 року газета «Вятський спостерігач» також спростувала причетність Марії Гайдар до ДТП.
Звинувачення Гайдар в ДТП тривали протягом кількох років, але були повністю спростовані слідчими органами, і згодом журналісти «Нової газети» довели їх необґрунтованість.
До цієї публікації з 2011 року кампанія проти Гайдар, яка була заснована на сфальсифікованих звинуваченнях у її причетності до ДТП, активно використовувалася низкою видань, серед яких «Правда. Ру».
У травні того ж року за заподіяння смерті через необережність суд засудив водія тролейбуса Марину Ногіну, незважаючи на те, що вона своєї провини не визнала і стверджувала, що проїхала злощасне перехрестя за кілька хвилин до події.
16 березня 2015 року адвокат Марини Ногіної Валерій Рилов в інтерв'ю радіостанції «Ехо Москви в Кірові» відкинув причетність як Ногіної, так і Гайдар до ДТП, поклав провину за злочин на поки невстановленого водія з силових структур. При цьому стверджував, що він має нові докази, зокрема, деталізований за допомогою надсучасної техніки відеозапис ДТП, що дозволяє встановити автомобіль справжніх винуватців наїзду, якими з імовірністю в 90 % адвокат вважає силовиків, які першими опинилися біля тіла жертви. Пізніше адвокат Рилов представив експертні розрахунки і висловив думку, що «справжній злочинець на момент ДТП був працівником міліції» і «був покритий».

### Критика діяльності в Україні
Рішення Гайдар зайняти пост радниці губернатора Одеської області в липні 2015 року піддав критиці її колишній начальник Микита Бєлих, угледівши в цьому «протиставлення себе не просто владі, а й усім росіянам».

## Особисте життя
Є нащадком відомих діячів Росії:
- Гайдар Єгор Тимурович — батько.
- Гайдар Тимур Аркадійович — дід.
- Гайдар Аркадій Петрович — прадід.
- Солом'янська Лія Лазарівна — прабабуся.
- Бажов Павло Петрович — прадід.